# HD 72067
HD 72067，又名CD-43 4337，SAO 219982、HR 3356，是一颗恒星，视星等为5.79，位于銀經262.08，銀緯-3.08，其B1900.0坐标为赤經8h 25m 43.5s，赤緯-43° -3.08′ 36″。